# Garching an der Alz
Garching an der Alz, Garching a.d.Alz – miejscowość i gmina w Niemczech, w kraju związkowym Bawaria, w rejencji Górna Bawaria, w regionie Südostoberbayern, w powiecie Altötting. Leży około 15 km na południowy zachód od Altötting, nad rzeką Alz, przy drodze B299 i linii kolejowej Monachium – Traunstein.

## Polityka
Wójtem gminy jest Wolfgang Reichenwallner z FW, rada gminy składa się z 20 osób.
|      | CSU | SPD | FW | Frei ohne Partei Wald an der Alz | Razem |
| 2008 | 9   | 3   | 5  | 3                                | 20    |
| 2002 | 10  | 4   | 3  | 3                                | 20    |

### Współpraca
Miejscowości partnerskie:
- Collesalvetti, Włochy od 2004
- Laa an der Thaya, Austria od 2003
- Stolpen, Saksonia